# Laura Wandel
Laura Wandel (Bruxelles, 1984) è una regista e sceneggiatrice belga, vincitrice del premio Un Certain Regard al Festival di Cannes e del Premio Magritte per il miglior regista nel 2022.

## Biografia
Formatasi all'Institut des arts de diffusion, distaccamento dell'Université catholique de Louvain, scrive e dirige il suo primo cortometraggio Les corps étrangers, selezionato al Festival di Cannes nel 2014. Il suo primo lungometraggio, Un monde ottiene un grande successo a livello internazionale.

## Filmografia
- Les corps étrangers (2014)
- Il patto del silenzio - Playground (Un monde) (2021)

## Premi e riconoscimenti
Festival di Cannes - 2021
Un Certain Regard per Un monde
Premio Magritte - 2022
Miglior regista per Un monde
Migliore opera prima per Un monde